# Cousins (2019)
Cousins (Originaltitel: Primos) ist ein Spielfilm der Regisseure Thiago Cazado und Mauro Carvalho aus dem Jahr 2019. Die Komödie thematisiert das Coming-out von zwei jungen Männern, die in einer kleinen brasilianischen Stadt in streng religiös geprägten Verhältnissen leben.

## Handlung
Seit seine Eltern gestorben sind, lebt Lucas (Paulo Sousa) bei seiner Patentante Lourdes (Juliana Zancanaro) in einer brasilianischen Kleinstadt. Er hilft ihr im Garten, im Haushalt und spielt Keyboard bei ihrem wöchentlichen Bibelkreis – ein ruhiges und eher einsames Leben, was Sonia (Carmem Lutcha), eine Teilnehmerin des Bibelkreises und Vermieterin von Lourdes, im Gespräch mit der Tante anmerkt und eine Freundin für Lucas vorschlägt.
Dann nimmt Tante Lourdes spontan den gerade aus dem Gefängnis entlassenen Sohn ihres Cousins, Mario (Thiago Cazado), für einige Tage zu sich, da dieser wegen familiärer Zerwürfnisse keine Bleibe hat. Mario trifft schon am Folgetag ein, Lourdes ist jedoch wegen der geplanten Teilnahme an einer spirituellen Meditation einige Zeit abwesend. So delegiert sie kurzerhand Marios Aufnahme im Haushalt an den sichtlich überfahrenen Lucas. Der ist sehr beunruhigt, jedoch sprachlos ob des vorbehaltlosen Vertrauens der Tante in christliche Prinzipien und familiäre Solidarität. In der Nebenhandlung gibt Lucas Julia (Duda Esteves) aus dem Bibelkreis, Klavierunterricht. Ihre distanzlose Art mit offensichtlichen Avancen machen schnell klar, dass die unmusikalische Julia statt der Klavierstunden an Lucas als potentiellem Sexpartner interessiert ist.
Am nächsten Tag trifft der ebenfalls distanzlose Mario ein. Während ihm Lucas ihr Zimmer und das Bad zeigt, entkleidet er sich im Beisein des peinlich berührten Lucas, um zu duschen. Nach ihrem gemeinsamen Abendessen wäscht Mario bei lauter Rockmusik ab und raucht im Haus, während Lucas die zweite Unterrichtsstunde mit der belästigenden Julia durchsteht. Anschließend gehen die Cousins zu Bett und Lucas ist von Marios Ungeniertheit fasziniert. In der Nacht bittet ihn Mario darum, die Einzelbetten zusammenzuschieben, um mit Lucas Hand in Hand einzuschlafen.
Am folgenden Abend erzählt Mario von seinem Wunsch Zeichner zu werden. Er zeichnet sich als Superhelden, der Menschen „einfrieren“ kann, bevor sie ihn verletzen. Als er Lucas eingefroren hat, küsst er ihn hastig und drängt ihn dann, für ihn Klavier zu spielen. Später tanzen sie ausgelassen zu Heavy Metal, foppen Sonia mit einem anzüglichen Telefonat, betrinken sich und Lucas genießt die vermeintlichen Regelbrüche sehr.
Den verkaterten nächsten Morgen beginnen die beiden mit gegenseitig spielerischem Provozieren und Lucas fordert, Mario solle sich ausziehen. Er rennt mit dessen Kleidung weg und Marco, der ihm Rache androht, findet ihn nackt im Kleiderschrank. Sie küssen sich und als sie Sex haben wollen, werden sie kurz von Julia unterbrochen, die verfrüht zur Klavierstunde kommt. Als Tante Lourdes spät nachts von ihrer Reise nach Hause kommt, findet sie beide in einem Bett schlafend und bedankt sich bei ihrer „Madonna von Lourdes“, einem Anhänger, den sie um den Hals trägt.
Mit Glück kann Mario regelmäßig den Hund des Nachbarn Emilio (Denis Camargo) gegen Geld ausführen. Zwei Wochen später hören die Cousins ungewollt ein Telefonat mit: Lourdes wird von Sonia ultimativ aufgefordert, die ausstehende Miete zu zahlen, was sie wegen ihrer finanziellen Notlage nicht kann. Als sie abends in ihrer Verzweiflung weinend betet, schiebt ihr Mario einen Brief mit Geld und der Ankündigung unter der Zimmertür durch, dass er sich nun und künftig an der Miete beteiligen wolle. Wieder küsst sie ihren Marienanhänger, danach bedankt sie sich bei Mario, dem sie versichert, wie viel Freude er in dieses Haus gebracht habe, dass auch Lucas endlich mit ihm einen Freund gefunden habe und glücklich sei.
In der Abgeschlossenheit ihres Zimmers necken sich die Cousins spielerisch und werden erneut durch die spionierenden Julia unterbrochen, die angeblich auf dem Weg zur Cosme-e-Damião-Party ist. In der Folge beobachtet Julia per Fernglas, wie sich die Jungs beim Unkrautjäten mit der Tante heimlich küssen und später am Wasserfall Sex haben. Ihre Eifersucht wandelt sie in religiös begründeten Schwulenhass um, der in einem kindlich-heidnisch anmutenden Beschwörungsritual gipfelt, das die Trennung der beiden Liebenden herbeiführen soll.
Währenddessen laden die Cousins Emilio zwecks eines Kuppelversuchs mit Tante Lourdes zum Karten spielen ein. Anschließend überreden sie die beiden zu einer kleinen Feier, bei der Lourdes und Emilio ihre Nähe sichtlich und glücklich genießen. Dabei offenbart Lucas, er liebe Mario und wolle nicht, dass er weggeht, worauf Mario fragt, ob er ihn dann unter dem Bett verstecken wolle?
Beim nächsten Treffen des Bibelkreises, dieses Mal mit Mario und Emilio, inszeniert Julia einen Eklat. Mario habe das Handy von Sonia gestohlen, aber Lucas entlarvt sie selbst umgehend als Täterin. Julia nutzt die Aufmerksamkeit, um die Beziehung zwischen Lucas und Mario öffentlich zu machen. Die beiden sind durch das unverhoffte Outing und die vorwiegend ablehnende Haltung des Bibelkreises getroffen, doch Tante Lourdes stellt sich mit ihrer Bibelinterpretation der Liebe auf ihre Seite. Sonia verlangt daraufhin von Lourdes und den Cousins, dass sie unverzüglich ihr Haus verlassen müssten, worauf Emilio sie bittet zu ihm zu ziehen.

## Produktion
Die Uraufführung des Films fand am 29. Mai 2019 auf dem DIGO – Goiás Sexual Diversity and Gender International Film Festival in Brasilien statt. Seit 2020 ist die Originalversion mit deutschen Untertiteln auf DVD erhältlich. Die Aufführungsrechte liegen beim Filmverleih Edition Salzgeber. Der Film ist mit der Altersbeschränkung „ab 12 Jahre“ freigegeben (FSK 12).

## Rezeption
Andreas Köhnemann schreibt auf queer.de, der Film habe einen „unbeschwerten Ton und Dialogwitz“ – trotz des streng christlichen Milieus, in dem er spielt. Mit dem Eintreffen von Mario beginne „ein hinreißendes Spiel zwischen kumpelhafter Verführung und neckischer Glückseligkeit“ und Sex habe „nichts bedrohliches“, sondern führe „zum Grinsen und fröhlichen Kichern“. Er lobt insbesondere die glaubwürdige schauspielerische Leistung der beiden Protagonisten, bei denen die „Chemie“ stimme. Es mache wirklich Spaß, das „Liebes-Happy-end“ mitanzusehen.
Für Jennie Kermode von Eye for Film ist Cousins eine „fröhliche kleine Komödie“, die sich über die Heuchelei einiger „strammer“ Christen lustig mache, und sie lobt ihren „unbeschwerten Charme, der die Dinge durchweg unterhaltsam hält“. Selbst für die Figur der „Julia“ habe das Drehbuch noch Sympathie.
Carlos Aquilar kritisiert in der Los Angeles Times die „erzwungene Leichtigkeit“ des Drehbuchs und die einfache Filmästhetik, die einen „ohnmächtig werden und die Augen rollen lasse“. Es würden „keine expliziten Sexualakte“ gezeigt, jedoch gäbe es „keinen Mangel an männlicher Nacktheit“. Cazado, Co-Regisseur, Co-Star und alleiniger Drehbuchautor, der einen Charakter spiele, der halb so alt wie er selbst sei, besteche mit einer anrührenden und glaubwürdigen Rollenentwicklung in der ansonsten theatralisch überladenen Komödie.
„Wir wollten eine lustige Geschichte zu diesem Thema machen: Der Konflikt der Homosexualität innerhalb der Familie, innerhalb der Religion, aber mit Humor. Wir haben Leichtigkeit gewählt“ (Mauro Carvalho). „Wir glauben, dass die Öffentlichkeit Spaß haben wird. Es ist leicht sich zu identifizieren. Es ist gut, über diesen wütenden Konservatismus [in Brasilien] lachen zu können“ (Thiago Cazado). Mit diesen beiden Zitaten der Regisseure leitet Patrick Donovan von der Hollywood Times seine Filmbesprechung ein. Seiner Meinung nach lautet die Botschaft des Films einfach: „Gott ist Liebe“.